# Leibstadt

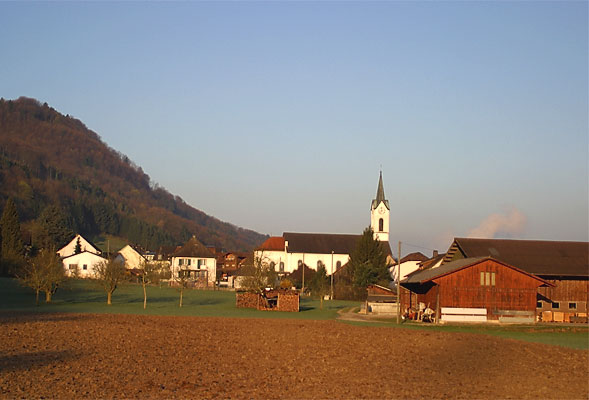
Leibstadt

Leibstadt là một đô thị ở huyện Zurzach, bang Aargau, Thụy Sĩ.